# Litvánia hadereje
a Litván Fegyveres Erők (litvánul: Lietuvos ginkluotosios pajėgos) Litvánia fegyveres ereje, amelynek feladata az ország szuverenitásának védelme, valamint a NATO-tagságból fakadó feladatok ellátása.

## Litvánia haderejének néhány összefoglaló adata
Litvánia haderejének hivatalos neve: Litván Fegyveres Erők. A kialakult Litván Fegyveres Erők és a központi szervek, a védelmi minisztérium, a haderő-parancsnokság, és egyéb intézményekből áll.
- Katonai költségvetés (2022): 1.7 milliárd euró, a GDP 2,52%-a.
- Teljes személyi állomány: 20 521 fő. (ebből 14 400 fő paramilícista)
- Sorozás, toborzás rendje: behívás alapján.
- Szolgálati idő: 12 hónap
- Mozgósítható állomány: 669 111 férfi és 724 803 nő alkalmas katonai szolgálatra.

A 2008-ban megszüntetett sorkatonai szolgálatot 2015-ben – a Balti-térség megváltozott geopolitikai változásai miatt, főleg miután Oroszország 2014-ben elcsatolta az Ukrajnához tartozó  Krím félszigetet, majd beavatkozott a kelet-ukrajnai válságba – ismételten visszaállították.

## Ágazatai
Litván Szárazföldi Haderő
 Litván Légierő
 Litván Haditengerészet
 Különleges Hadműveleti Erők
 Önkéntes Erők

## Struktúra

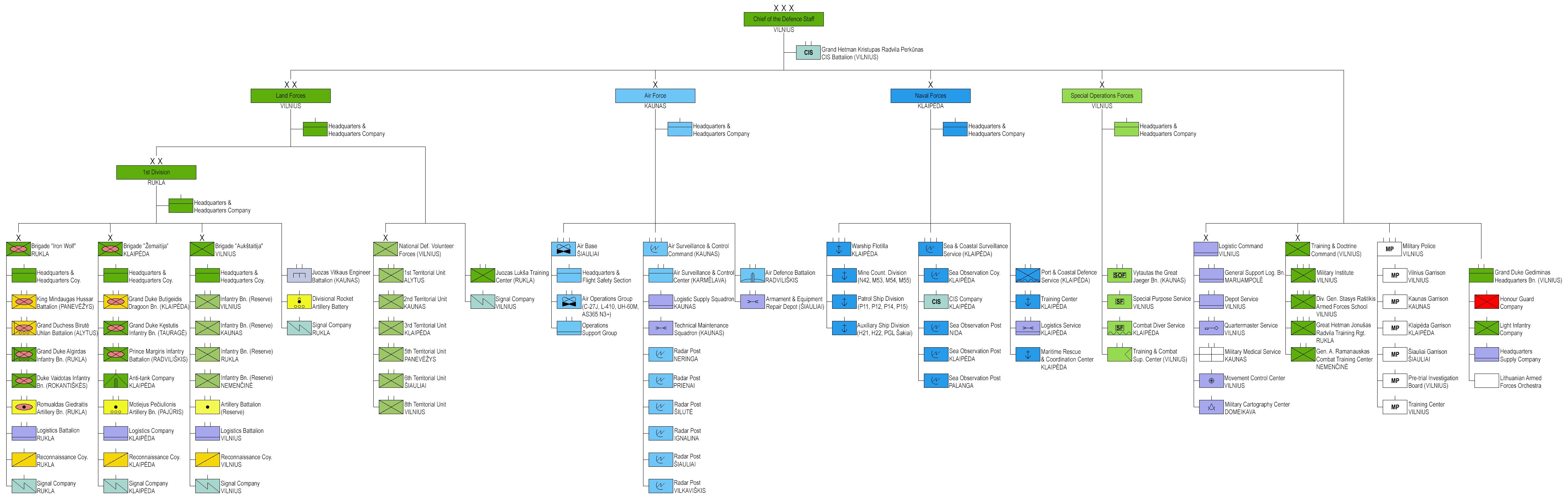
A Litván Védelmi Erők 2025-as felépítése

A Litván Fegyveres Erők a Litván Szárazföldi Erőkből, a Litván Légierőből, a Litván Haditengerészetből, a Litván Különleges Hadműveleti Erőkből, továbbá a Logisztikai Parancsnokságból, a Kiképzési Parancsnokságból, a Parancsnokság Zászlóaljból, és a Katonai Rendőrségből állnak. Közvetlenül a főparancsnok alárendeltje a Különleges Műveleti Erők és a Katonai Rendőrség. A tartalékosok a litván Nemzetvédelmi Önkéntes Erők parancsnoksága alatt állnak.
A Litván Lövészek Szövetség egy félkatonai szervezet, amely együttműködik a fegyveres erőkkel, de nem része annak. A hadiállapot idején azonban fegyveres alakulatai a fegyveres erők parancsnoksága alá tartoznak. Ugyanez vonatkozik az Állami Határőrségre és a Közbiztonsági Szolgálatra is.

### Litván Szárazföldi Haderő

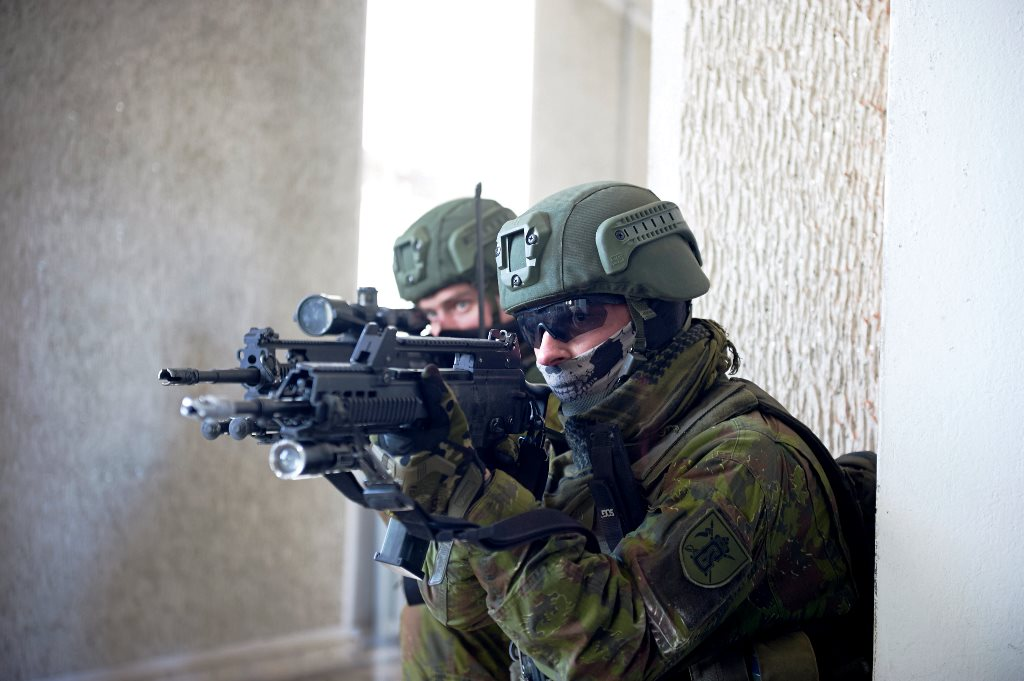
Litván katonák

A szárazföldi haderő szerkezetének magja a Vasfarkas Gépesített Gyalogosdandár (MIB "Vasfarkas"), amely négy gépesített gyalogoszászlóaljból és egy tüzérzászlóaljból áll. A Vasfarkas Gyalogosdandárt támogatja a Žemaitija Motorizált Gyalogdandár, ami három vegyes zászlóaljból, továbbá egy tüzér zászlóaljból áll. A harmadik, az Aukštaitija Könnyűgyalogdandár tartalékos alakulat. Az önkéntes erők egy másik dandárnyi erőt alkotnak, amely hat területi egységből áll. További segédegységek közé tartozik a Juozas Vitkus Mérnökzászlóalj és a Juozas Lukša Szárazföldi Erők Kiképző Központja.
A litván szárazföldi erők a NATO szabványoknak megfelelő felszerelést használnak. 2007 óta a német Heckler & Koch G36-os gépkarabélyt használja a szárazföldi gyalogság. Az egységeket a páncéltörő fegyverek modern változataival (M72 LAW, Carl Gustaf, AT4, FGM-148 Javelin) is el vannak látva, valamint emberek által hordozható légvédelmi rendszerekkel is (PZR Grom, RBS-70, FIM-92 Stinger). Járművekként használnak Oshkosh L-ATV páncélozott autókat, Boxer gyalogsági harcjárműveket (helyi elnevezése IVF "Vilkas"), és PzH 2000 önjáró tarackokat. A litván szárazföldi erők jelentős modernizációt hajtottak végre, az elmúlt években, de ez a folyamat folytatódik, újabb fegyverek beszerzésével.
Litvánia úgy alakította ki  fegyveres erőit, hogy a szárazföldi erők egytizede bármikor bevethető legyen nemzetközi műveleteken, míg a szárazföldi erők fele készen állna Litvánia határain kívüli (egy kisebb hatósugaron belüli) bevetésére. Az önkéntesek már sikeresen vettek részt nemzetközi műveletekben a Balkánon, Afganisztánban és Irakban.